# Jean-François Lafeuillade

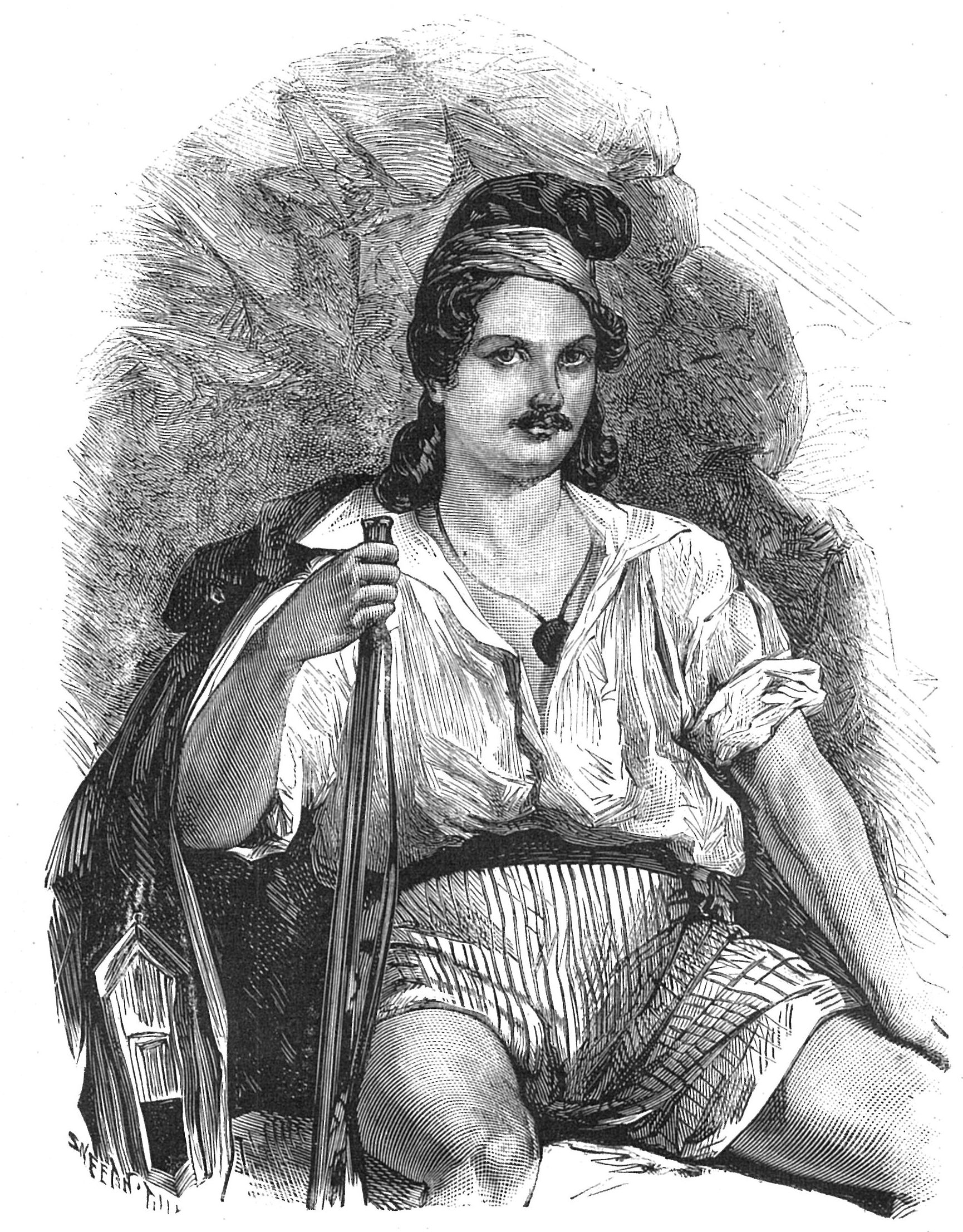
Lafeuillade in de rol van de visser Masaniello (L'Illustration nationale, 1880)

Jean-François Lafeuillade (Le Pouget, 24 oktober 1799 – Montpellier, 9 mei 1872) was een Franse tenor die optrad in Parijs en Brussel.

## Leven
Lafeuillade schreef zich in 1819 in aan het Conservatorium van Parijs en debuteerde nog tijdens zijn studies in de Grand-Opéra. Na afloop trok hij in 1821 voor twee jaar naar Rouen, maar hij werd voortijdig teruggeroepen naar de Grand-Opéra. In 1825 stapte hij over naar de Opéra-Comique, waar hij onder meer Florville speelde in Les Deux Mousquetaires van Henri Montan Berton en Adolphe in Marie van Ferdinand Hérold.
In de jaren 1829-1830 was Lafeuillade verbonden aan de Brusselse Muntschouwburg. Hij had de hoofdrol in Rossini's Le comte Ory, speelde Arnold in Guillaume Tell en Masaniello in La Muette de Portici. Een opvoering van die laatste opera werd op 25 augustus aangegrepen door de Belgische revolutionairen om een opstand te ontketenen. Tijdens Lafeuillades duet met Cassel moest hij de aria Amour sacré de la patrie herhalen. Zijn Aux armes! in de derde akte werd op daverend gestamp onthaald. De vijfde akte werd uitgefloten en kon niet worden voltooid. Het opgezweepte publiek stormde naar buiten, waar een met stokken bewapende massa wachtte om op grote schaal gerichte plunderingen aan te richten. Er volgden twee dagen van onlusten.
Toen de Munt op 12 september weer open mocht, stond Lafeuillade op het programma. Op verzoek van patriotten in de zaal zong hij hun nieuwe lied de Brabançonne. Hij was zelf lid van de radicaal-republikeinse club Réunion centrale. Na het seizoen keerde hij terug naar de Opéra-Comique van Parijs.
Hij stierf in Montpellier, waar hij eigenaar was van een domein met wijngaarden die zich uitstrekten tot de rivier de Lez.

## Voetnoten
1. 1 2  Lafeuillade Jean-François, demunt.be (geraadpleegd 30 januari 2021)
2. ↑  Frédéric Jules Faber, Histoire du théâtre français en Belgique depuis son origine jusqu'à nos jours, vol. 3-4, 1879, p. 149. Gearchiveerd op 16 augustus 2023.
3. ↑  Frédéric Jules Faber, Histoire du théâtre français en Belgique depuis son origine jusqu'à nos jours, vol. 3-4, 1879, p. 157. Gearchiveerd op 16 augustus 2023.